# Beowulf (film)
 For alternative betydninger, se Beowulf. (Se også artikler, som begynder med Beowulf)
Beowulf er en amerikansk film fra 2007 og filmen er instrueret af Robert Zemeckis

## Skuespillere
- Ray Winstone - Beowulf
- Anthony Hopkins - Kong Hrothgar
- John Malkovich - Unferth
- Robin Wright Penn - Dronning Wealtheow
- Brendan Gleeson - Wiglaf
- Crispin Glover - Grendel
- Alison Lohman - Ursula
- Angelina Jolie - Grendels mor
- Greg Ellis - Garmund
- Dominic Keating - Gamle Cain
- Rik Young - Eofor
- Charlotte Salt - Estrith
- Fredrik Hiller - Finn af Frisien